# Ossazolo
L'ossazolo o 1,3-ossazolo è un composto organico eterociclico aromatico a cinque termini, contenente un atomo di ossigeno e uno di azoto non adiacenti. È un isomero dell'isossazolo.